# Municipio de Franklin (condado de Grant, Arkansas)
El municipio de Franklin (en inglés: Franklin Township) es un municipio ubicado en el condado de Grant en el estado estadounidense de Arkansas. En el año 2010 tenía una población de 294 habitantes y una densidad poblacional de 3,43 personas por km².

## Geografía
El municipio de Franklin se encuentra ubicado en las coordenadas 34°25′20″N 92°24′14″O / 34.42222, -92.40389. Según la Oficina del Censo de los Estados Unidos, el municipio tiene una superficie total de 85.73 km², de la cual 85,63 km² corresponden a tierra firme y (0,11 %) 0,09 km² es agua.

## Demografía
Según el censo de 2010, había 294 personas residiendo en el municipio de Franklin. La densidad de población era de 3,43 hab./km². De los 294 habitantes, el municipio de Franklin estaba compuesto por el 99,66 % blancos y el 0,34 % eran de una mezcla de razas. Del total de la población el 1,36 % eran hispanos o latinos de cualquier raza.